# Al Rayyan
Al Rayyan é um município do Qatar, com a população de 455.623 pessoas, e com uma área de 893 km². Em 2004 incorporou o município de Al Jumaliyah e ganhou parte do território do antigo município de Jariyan al Batnah. .  

Localização do município no Catar

## Esporte
O município de Al Rayyan possui os seguintes clubes:
- Al-Shahaniya Sports Club
- Al-Gharafa Sports Club
- Mesaimeer Sports Club
- Muaither Sports Club
- Al-Rayyan Sports Club

Seus jogos são realizados nos seguintes estádios:
- Estádio Al-Sailiya
- Estádio Al-Gharafa
- Estádio Ahmed bin Ali